# 星期六
星期六，常稱禮拜六或週六。
指的是一週中星期五之后、星期日之前的那一天。
星期六的拉丁语名字是，意思是萨图尔努斯日或土星日；法语、西班牙語Sábado来源于拉丁语词，意思是“安息日”；英语是，可能来源于土星；俄语是，意思是“安息日”。
在古代中國、台灣日治時期和現在的日本、韓國、朝鮮，一星期以「七曜」來分別命名，星期六叫土曜日。在中国民间口語稱禮拜六，在闽南话也簡稱拜六。由于是每个星期的最后一日，通常叫周末。
根据《圣经》的描述，星期六是上帝以六天时间创造万物后的第七天，上帝在这一天休息。按照《圣经》的《十誡》，是為安息日，犹太教和一些基督教派以这一天作为崇拜的日子。
在泰國，星期六（วันเสาร์）的代表色是紫色。

## 双休日
现时中国大陆、澳門和台湾等國家地區，都将星期六及星期日定为双休日（或稱周休二日），政府、学校以及多数企业均以这两日作为休息日。一些尚未實施周休二日的國家在星期六通常只需上班、上課半天。
一些國家、地區為方便選民投票，會將公職人員選舉的投票日訂在星期六，與美國訂在星期二有所不同。